# La Puebla de Cazalla
Pour les articles homonymes, voir Puebla (homonymie).
La Puebla de Cazalla est une commune située dans la province de Séville de la communauté autonome d’Andalousie en Espagne.

## Géographie

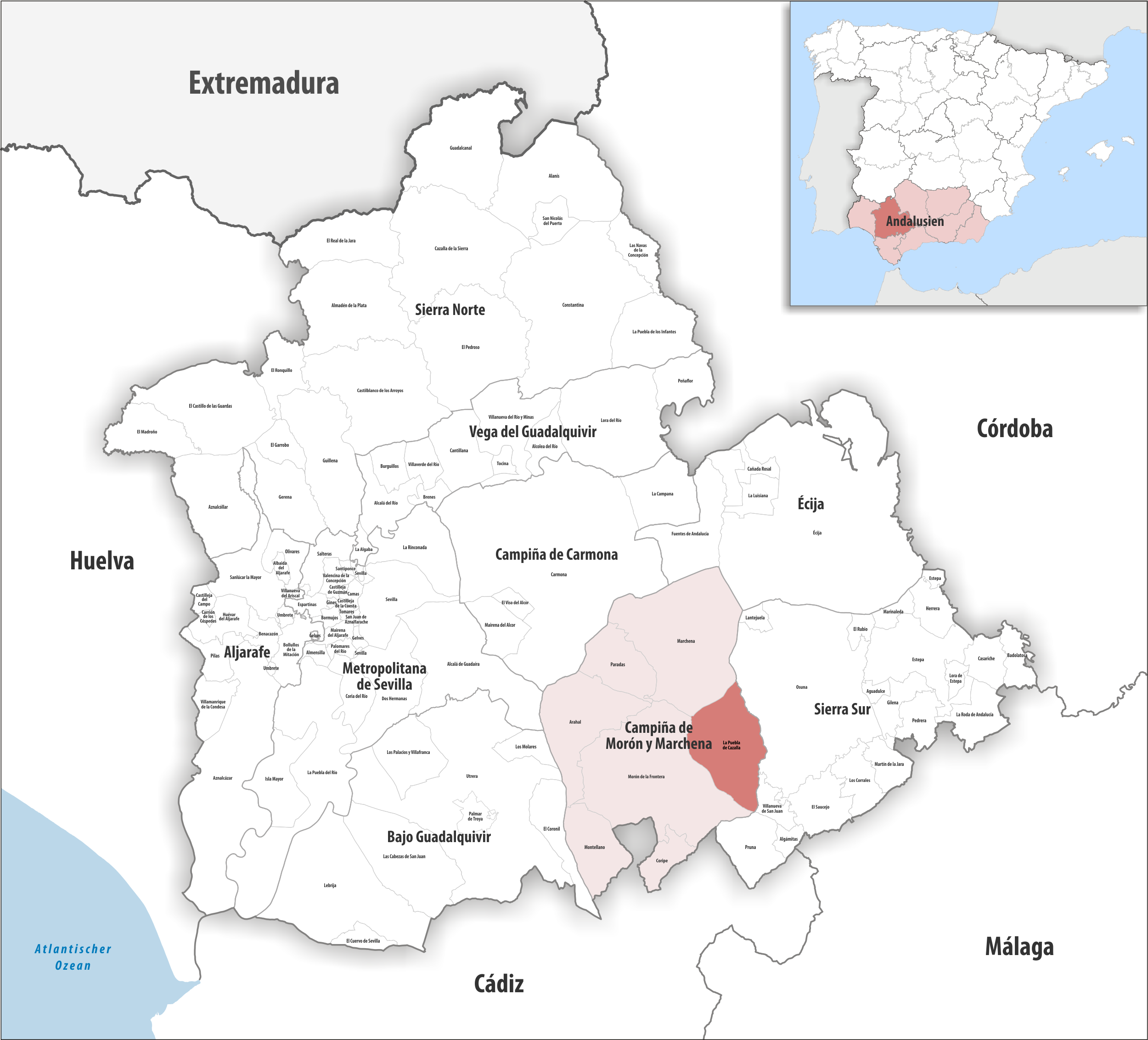
La Puebla de Cazalla dans la comarque Campiña de Morón et Marchena, province de Séville / en Andalousie

### Localisation
La commune de La Puebla de Cazalla est dans le sud-est de la province de Séville, dans l'est de la comarque Campiña de Morón et Marchena.
Séville est à 68 km ouest ; Madrid à 497 km nord ; Gibraltar à 224 km sud (distances par route).

### Généralités
La commune est traversée par la rivière Corbonés (es), affluent du Guadalquivir. La Confédération hydrographique du Guadalquivir (es) a construit un barrage sur son cours vers la fin des années 1980, moins de 3 km en aval de l'entrée de la rivière sur la commune. Le barrage fait 71 m de hauteur. Le lac résultant est le réservoir de la Puebla de Cazalla, partagé entre la Puebla de Cazalla, Osuna et Villanueva de San Juan, communes voisines à l'est.

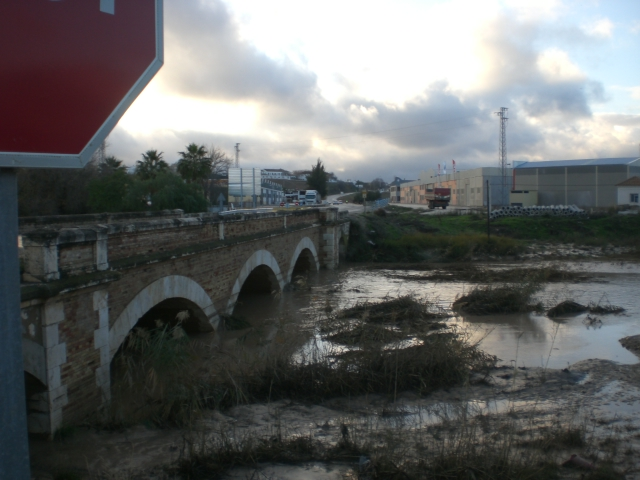
Le à Puebla de Cazalla

## Histoire
Des recherches publiées en 2012 dans le cadre d'une planification d'urbanisme ont identifié et délimité 26 sites archéologiques, dont cinq présentent une occupation sur la durée. La préhistoire est représentée par 12 sites, la protohistoire par 3 sites, l'époque romaine par 16 sites, l'époque médiévale andalouse par 2 sites, l'époque chrétienne du bas Moyen Âge par 2 sites, et le XVIIIe siècle par un site.

## Administration
| Période                                  | Période | Identité | Étiquette | Qualité |
| ---------------------------------------- | ------- | -------- | --------- | ------- |
| N/A                                      | N/A     | N/A      | N/A       | Maire   |
| Les données manquantes sont à compléter. |         |          |           |         |

## Personnalités
- José Galván Rodriguez (1905-1898), relieur, y est né.
- Niña de la Puebla (1908-1999), chanteuse de flamenco, y est née.